# Miljöbränsle
Begreppet miljöbränsle används för alternativa drivmedel, vilka belastar miljön mindre än konventionella drivmedel. Sådana framställs syntetiskt av andra energiråvaror än råolja, till exempel av biomassa, organiskt avfall och naturgas.
Exempel på miljöbränslen är vätgas, metanol, DME-, BTL- och GTL-drivmedel, vilka också är fria från aromater, PAH och svavel och ger relativt rena avgaser. 
Syntetiska drivmedel framställs ur syntesgas, en blandning av kolmonoxid och vätgas, vilka framställas ur alla energi- och kolrika ämnen, till exempel biomassa som flis, pellets och bark samt biogas, naturgas, sopor och avfall. Syntetiska drivmedel ger möjlighet att reducera användningen av råolja som råvara inom transportsektorn och ge bättre arbetsmiljö.
Andra miljöbränslen, som oftast framställts med hjälp av biomassa och icke-syntetiska kemiska processer och som involverar bruket av mikroorganismer, är till exempel biogas och biobaserad etanol. Etanol framställs även syntetiskt från till exempel eten och från syntesgas. Eten i sin tur framställs vanligen ur råolja.
Förespråkare för användningen av termen "miljöbränslen" för drivmedel som ger mindre giftiga avgaser anser att i kategorin miljöbränslen även bör inräknad vissa råoljebaserade, rena drivmedel såsom alkylatbensin. Sådan bensin innehållet nästan inga aromater, PAH, svavel, eller olefiner, utan består mest av isoparaffiner som till exempel isooktan. Alkylatbensin kommersialiserades av företaget Aspen Petroleum AB i Hindås nära Göteborg. Ett annat exempel är Scafi, en ren, paraffinisk dieselolja, som säljs av svenska Lantmännen. 
Även svensk standarddieselolja, producerad enligt den tekniska standarden SS 15 54 35, räknas ibland som miljöbränsle. Sverige har sedan tidigt 1990-tal en av världens renaste standarddieseloljor med en aromathalt på 4.5 till 5 volymprocent, en polyaromathalt (PAH) på ca 100 ppm och en svavelhalt på 2 till 4 ppm. I andra europeiska länder ligger aromathalten på 15–20 volymprocent, PAH-halten kan vara så hög som någon procent, och svavelhalten får vara upp till 350 ppm (ppm = parts per million). EU har dock bestämt att alla EU-länder ska börja producera och sälja dieselolja med en svavelhalt på maximalt 10 ppm.
Termen miljöbränsle kan också avse bränslen, utöver drivmedel, som eldas för uppvärmning. Till denna kategori hör flis, pellets och bark. Många vill även räkna in torv i denna kategori. Även om torv ger mer CO2 än flis och pellets per energienhet, och återbildas saktare än dessa, så återbildas torv på några tusen år, medan till exempel råolja behöver några miljoner år för att återbildas. Stenkol behöver tiotals till hundratals miljoner år för att återbildas.